# Nowy Upłaz

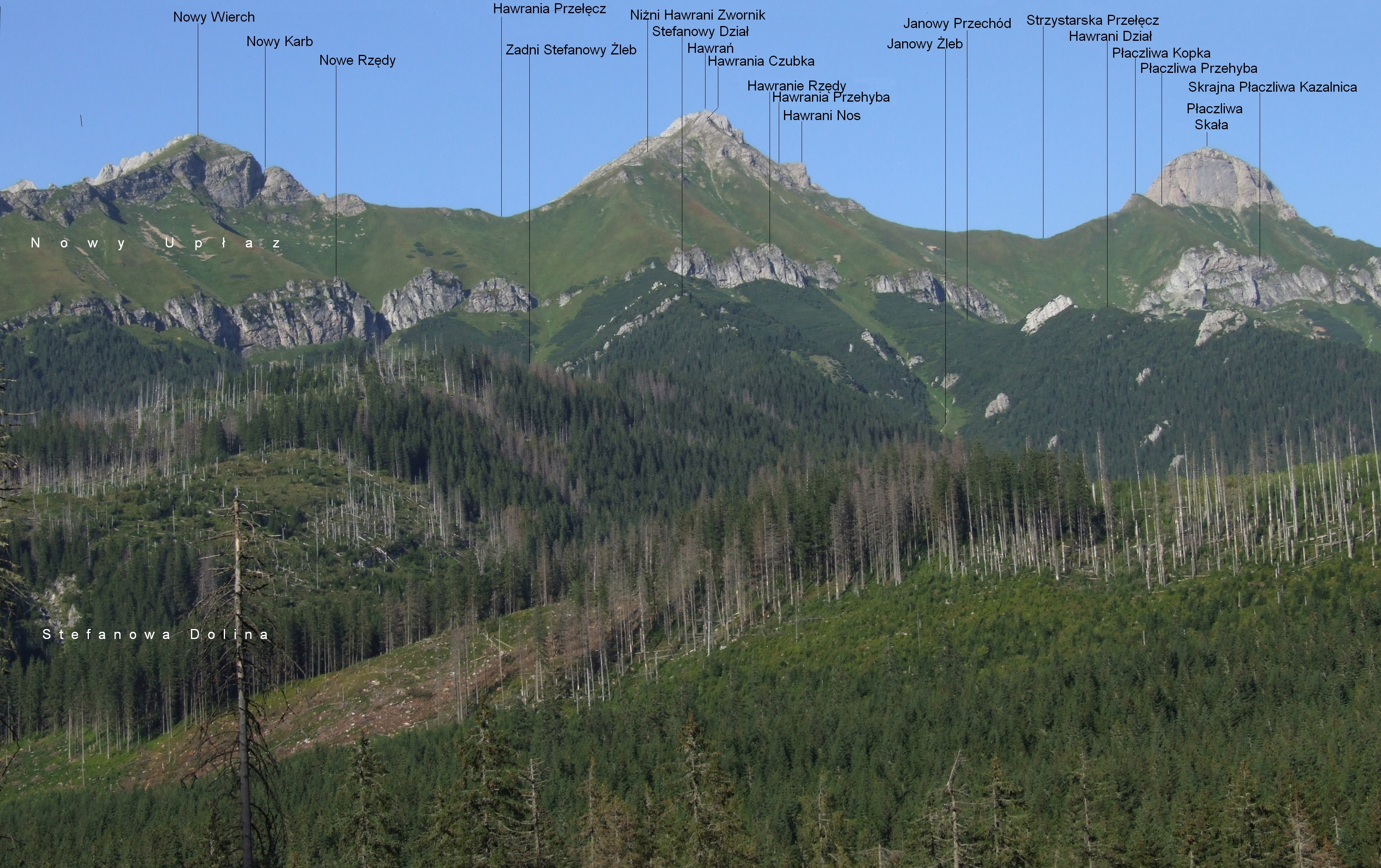
Widok z Doliny Jaworowej

Nowy Upłaz – rozległy i stromy upłaz w Dolinie Zadnich Koperszadów na południowych stokach słowackich Tatr Bielskich. Pionowy zasięg obejmuje pas trawników poniżej skalnych ścian Nowego Wierchu, a powyżej kosodrzewiny. Ciągnie się od grzbietu Bujaka na zachodzie po trawiastą grzędę pod Hawranią Przełęczą na wschodzie. Przecina go wiele niskich, niewybitnych, trawiastych grzęd (wypukłości) oraz płytkich żlebów. Charakterystyczną cechą wszystkich tych wypukłości jest to, że na mniej więcej jednakowej wysokości, powyżej pasa skał zwanego Nowymi Rzędami znajdują się w nich minimalnie wcięte siodełka. Wszystkie żlebki zaś ostatecznie uchodzą do Stefanowej Doliny.
Nazwę Nowy Upłaz utworzył Władysław Cywiński w 4 tomie przewodnika Tatry.